# Ulica Bolesława Limanowskiego w Łodzi
Ulica Bolesława Limanowskiego w Łodzi ma około 3,3 kilometra długości, biegnie od ul. Zgierskiej (przy Rynku Bałuckim) do wiaduktu nad torami kolejowymi przy przystanku Łódź Żabieniec. Dalej, od wiaduktu, przechodzi w ul. Aleksandrowską. Na odcinku od Ronda Korfantego w kierunku zachodnim, ulicą przebiega, prowadząca z Konina do Rawy Mazowieckiej, droga krajowa nr 72.
- Przed 1933 rokiem ulica nosiła nazwę Aleksandrowska. Następnie nadano ulicy patrona w osobie Bolesława Limanowskiego. W czasie wojny zmieniono nazwę ulicy na Alexanderhofstrasse[1], gdzie Alexanderhof było okupacyjną nazwą Aleksandrowa Łódzkiego w latach 1939-1943. W budynku Alexanderhofstrasse 1 znajdowała się siedziba ekspozytury łódzkiego gestapo i VI rewiru Schupo, nadzorujących Ghetto Litzmannstadt[2]. Ulica dzieliła część zachodnią getta na północną i południową, komunikacja między którymi odbywała się po kładce dla pieszych.
- Po wojnie powrócono do dzisiejszej nazwy ulicy.

## Numeracja i kody pocztowe
- Numery parzyste: 2/4 - 224
- Numery nieparzyste: 7 - 229
- Kody pocztowe: 91-059 (2-18); 91-056 (20-32); 91-052 (34-50); 91-049 (52-80); 91-042 (82-120); 91-041 (122-134); 91-038 (136-144); 91-034 (146-164); 91-027 (166-200); 91-028 (202-d.k.); 91-302 (1-27); 91-309 (29-49); 91-329 (51-103); 91-334 (105-121); 91-340 (123-d.k.)

## Ważniejsze obiekty
- nr 60 – Kościół polskokatolicki pw. Świętej Rodziny
- nr 124a – Gimnazjum nr 6 im. Stanisława Konarskiego
- nr 147/149 – Zajezdnia autobusowa MPK Łódź

Dawne synagogi:
- Synagoga Zalmy Szpichlera w Łodzi
- Synagoga Dawida Ofenbacha w Łodzi
- Synagoga Hersza Izbickiego w Łodzi

## Komunikacja miejska
Ulicą Bolesława Limanowskiego przebiegają następujące linie MPK Łódź:

### Tramwaje
- 2, 5 od ul. Zachodniej,
- 8, 13, 14 od al. Włókniarzy.

### Autobusy
- 64A/B, 65A/B od ul. Zachodniej do Bałuckiego Rynku,
- N1A/B od ul. Mokrej do al. Włókniarzy,
- N2 od ul. Zachodniej do Bałuckiego Rynku.